# Де Лука, Доменико
Доменико Де Лука (итал. Domenico De Luca; 2 января 1928, Сфакс, Тунис — 16 сентября 2006) — итальянский прелат и ватиканский дипломат. Руководитель протокола государственного секретариата Святого Престола с 1989 по 22 мая 1993. Титулярный архиепископ Теглаты Нумидийской с 22 мая 1993 по 16 сентября 2006. Апостольский нунций в Марокко с 22 мая 1993 по 17 июля 2003. 